# Nancy Reaganová
Nancy Davisová Reaganová, rodným jménem Anne Frances Robbins (6. července 1921 New York, USA – 6. března 2016 Los Angeles, Kalifornie, USA) byla manželka prezidenta Spojených států amerických Ronalda Reagana a v letech 1981–1989 první dáma USA. V mládí se také věnovala herectví.

## Dětství a herecká dráha
Narodila se jako Anne Frances Robbins v New Yorku jako dcera Kennetha Seymoura Robbinse a jeho ženy, herečky Edith Luckett. Když jí bylo šest let, její matka se vdala za dr. Loyala Davise, neurochirurga. Ten ji adoptoval, měl ji velmi rád a spolu s její matkou se odstěhovali do Chicaga. Tady vystudovala dívčí latinskou školu (Girls Latin School) a svá další studia prožila ve Smith College v Massachusetts, kde studovala angličtinu a především divadlo.
Brzy po dokončení studií se stala profesionální herečkou. Cestovala s hereckou společností a svoji první roli získala v muzikálu Lute Song. Její popularita stoupala a jedna nabídka pocházela dokonce z Hollywoodu. V letech 1949–1956 si zahrála celkem v 11 filmech. Její první filmová role byla ve filmu Stín na zdi (ang. Shadow on the Wall; 1950) a dále následovaly filmy jako Next Voice Your Hear and East Side (1950) a West Side. Ve filmu Hellcats of the Navy si zahrála po boku svého budoucího muže.
Podle kritiků byla její nejúspěšnější rolí žena v domácnosti v již zmíněném náboženském dramatu Next Voice Your Hear and East Side z roku 1950.

## Osobní život

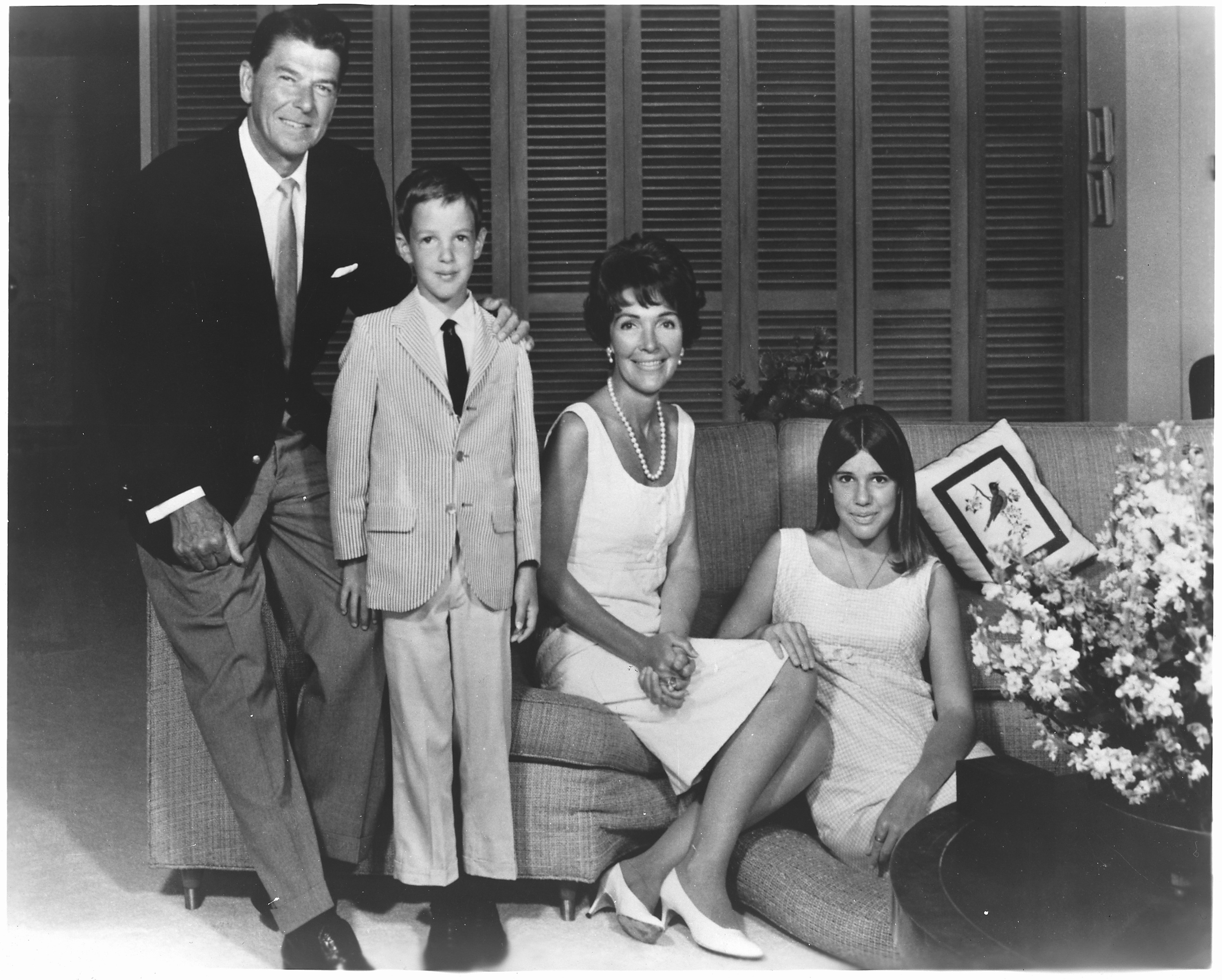
Reagan, syn Ron, Nancy a dcera Patti Davisová v roce 1967

Nancy se setkala s Ronaldem Reaganem v roce 1951, kdy zastával funkci prezidenta hereckých odborů SAG (Screen Actors Guild). Vzali se 4. března 1952 v San Fernandu v Los Angeles v malém kostele v údolí. „Můj život opravdu začínal, když jsem si vzala svého manžela“, řekla později Nancy. Po svatbě se Nancy uchýlila z profesního života do soukromí.
Reagan s Nancy měli dvě děti:
- Patricii Ann „Patti“ Davisovou, která se narodila 21. října 1952, sedm měsíců po svatbě páru.
- Ronalda Prescotta „Rona“ Reagana, narozen 20. května 1958.

Nancy Reaganová byla také nevlastní matkou Michaela Reagana a Maureene Reaganové, které měl Ronald Reagan v prvním manželství s Jane Wymanovou.

## První dáma Kalifornie, USA, pozdější léta a smrt
První dámou Kalifornie byla od roku 1967 do roku 1975, během dvou guvernérských funkčních období svého manžela. V těchto letech prováděla návštěvy veteránů, starších lidí a postižených, a spolupracovala s několika charitativními organizacemi. Mimo jiné manželovi radila v personálních otázkách a spolupracovala s týmem, který připravoval volební kampaně. Zapojila se do řady předvolebních akcí, poskytovala interview, ale odmítala pronášet jakékoli projevy. Odmítala dlouhodobě pobývat v sídle kalifornského guvernéra „Govenor´s Mansion“, nezdál se jí totiž dostatečně bezpečný pro její děti.
První dámou USA byla v letech 1981–1989 a měla menší podíl na politice a na celkovém rozhodování prezidenta – jejího manžela Ronalda Reagana. Prosazovala velkolepou rekonstrukci Bílého domu z veřejných darů (většinou od movitých přátel), což špatně nesla veřejnost, která strádala dvoucifernou inflací a probíhající hospodářskou krizí. Snažila se o co nejvíce komfortní bydlení pro prezidenta a životní styl prvního páru se tak stále více vzdaloval životu běžných Američanů. Prezidentův tým najal odborníky, kteří doporučili první dámě, aby se více angažovala v sociální problematice. Rozhodla se pro oblast protidrogové a protialkoholické pomoci mladistvým (kampaň Just say no), které se věnovala i po skončení funkčního období založením Nadace Nancy Reaganové.
Po atentátu na Ronalda Reagana dne 30. března 1981 měla sklon k nadměrné ustaranosti a dokonce nutila manželovy spolupracovníky, aby prezidentův program sestavovali podle rozhodnutí astroložky Joan Quigleyové.
Během funkčního období jí při preventivní prohlídce našli rakovinu prsu, který si nechala amputovat, což vzbudilo velkou kritiku, protože choroba první dámy sice zvyšovala ochotu mnoha žen podstupovat každoroční preventivní prohlídky, ale její volba zároveň znamenala podporu překonané operační metody.
Mimo jiné také nutila prezidenta George W. Bushe podporovat výzkum kmenových buněk, v nadějích, že takový výzkum by vedl k léku na Alzheimerovu chorobu, kterou mimo jiné trpěl od roku 1994 i její manžel. Na sklonku svého života bydlela Nancy Reaganová v Los Angeles v Kalifornii.
V roce 2005 byla hospitalizována poté, co uklouzla a upadla v hotelovém pokoji v Londýně, když šla navštívit Margaret Thatcherovou a prince Charlese.
Bývalá první dáma zemřela v 94 letech na selhání srdce po dlouhodobé nemoci. Je považována za jednu z nejvlivnějších prvních dam Ameriky.